# Juicio cambiario
El juicio cambiario es un procedimiento judicial vigente en España y regulado en los artículos 819 a 827 de la LEC (Ley de Enjuiciamiento Civil). Es un tipo de procedimiento judicial reservado para aquellos supuestos en los que existe una deuda devengada del impago de un título-valor cambiario; en concreto, cuando una letra de cambio, un cheque o un pagaré (en los términos de la Ley Cambiaria y del Cheque) resulta impagada.
En este tipo de procedimiento, se adjunta a la demanda el documento cambiario; una vez que el juez verifica que el documento cumple con todos los requisitos legales (establecidos en la Ley Cambiaria y del Cheque), procederá a admitir la demanda y a requerir de pago, con embargo preventivo.
Una gran ventaja es que su admisión a trámite supone que, en el caso de que la parte demandada no presente oposición, se dictará inmediatamente el despacho de la ejecución (art. 825 LEC). Por consiguiente, el juez condenará al deudor al pago de la cuantía debida, que podrá verse incrementada hasta un 30 % como consecuencia de los intereses de demora, así como de las costas procesales de la parte actora.
Al igual que en otros procedimientos de la LEC orientados al cobro de impagos, el deudor estará en su derecho a presentar las alegaciones oportunas en el plazo de oposición concedido por el juez (en este caso de 10 días), en cuyo caso podría fijarse una vista para la celebración de un juicio en el que ambas partes aportarían las pruebas pertinentes. La parte que fuere condenada deberá sufragar las costas procesales derivadas del procedimiento, y en el caso de ser el deudor, el total reclamado, así como intereses legales y de demora.
Se trata de una proceso monitorio especial, alternativo al proceso monitorio ordinario y al juicio ordinario que corresponda por la cuantía. También tiene como finalidad la rápida creación de títulos ejecutivos en caso de que el deudor no pague ni se oponga. En comparación con el monitorio, tiene la ventaja de que se puede obtener de manera inmediata el embargo de bienes del demandado sin prestar caución; pero presenta el inconveniente de que es necesaria la postulación procesal y que el requerimiento no produce efectos de cosa enjuiciada en caso de que el deudor no pague ni se oponga.
En general, el proceso cambiario es muy similar al proceso monitorio, pero presenta algunas particularidades:
1. La competencia para conocer de juicio cambiario corresponde al Juzgado de Primera Instancia del domicilio del demandado, o de cualquiera de ellos si la demanda se dirige contra varios deudores. Como en el proceso monitorio, no se admite la sumisión tácita ni expresa.
2. La incoación del proceso cambiario exige una demanda formal: la demanda cambiaria (hechos, fundamentos de derecho y petición con la cantidad reclamada), a la que se deberá acompañar el documento cambiario.
3. El juez no se limita a ordenar que el demandado sea requerido de pago, sino que también decreta el embargo de bienes del demandado en la cuantía suficiente como para cubrir la cantidad reclamada. Además, es el juez y no el secretario judicial quién tiene que dictar esta resolución.
4. Si el auto deniega las medidas indicadas anteriormente, el demandado puede interponer directamente recurso de apelación; o bien puede optar para formular recurso de reposición, y si este se desestima, recurrir en apelación.
5. Si el tribunal acuerda requerir de pago al demandado, se le concede un plazo de 10 días para pagar u oponerse (en el proceso monitorio son 20 días).
6. Aunque el demandado pague en el plazo indicado, tendrá que abonar las costas que se le hubieran causado al demandante.
7. Es necesaria la intervención de abogado y procurador.
8. El demandado sólo se puede oponer por los motivos previstos en el artículo 67 de la Ley 19/1985, Cambiaria y del Cheque (excluyéndose las excepciones personales en el caso de que el documento cambiario haya sido endosado a un tercero).[4] Además, el escrito de oposición deberá tener la forma de una demanda.
9. Si el demandado se opone, el juicio cambiario no se transforma en un declarativo ordinario, sino que la oposición se resolverá en el propio proceso cambiario. Por lo tanto, se tendrá que trasladar al demandante el escrito de oposición formulado por el demandado, para que pueda impugnar esta oposición.
10. A continuación, se celebrará una vista siguiendo las reglas del juicio verbal.
11. El juez tiene que resolver la oposición del demandado mediante sentencia, que producirá efectos de cosa juzgada material, pero solo respecto a las cuestiones que pudieron ser alegadas y discutidas en el juicio cambiario.